# Aethionema orbiculatum
Aethionema orbiculatum är en korsblommig växtart som först beskrevs av Pierre Edmond Boissier, och fick sitt nu gällande namn av August von Hayek. Aethionema orbiculatum ingår i släktet Aethionema och familjen korsblommiga växter. Inga underarter finns listade i Catalogue of Life.